# 王安中
王安中（1075年—1134年），字履道，中山阳曲人（今河北曲阳）。宋朝政治人物。

## 生平
少时从学于苏轼和晁说之，元符三年（1100年）进士，历任瀛州司理参军，大名县主簿。
徽宗政和年间，天下人争相议论祥瑞降临。朝廷大臣动辄上表庆贺，徽宗看了王安中的上表，称他为奇才。之后某天，徽宗特地拿出三封诏令让他草拟，安中马上写成，皇上就在他的草稿后批道：“可任中书舍人。”不久，安中从秘书少监升任中书舍人，提升为御史中丞。
开封巡逻的士卒晚上捉拿盗贼，盗贼逃走，有个百姓受惊出门与士卒相遇，士卒把他当作盗贼绑起来。百姓到官府申诉，忍受不住惨酷的拷打，于是被屈打成招。安中审察后得知实情，审理冤屈，立即放走这个百姓，让官吏抵罪。
当时皇帝正向往神仙之事，蔡京向皇上引见方士王仔昔和他的妖术，朝廷大臣及外戚借机攀附关系、打通关节。安中上疏请求从今往后召用山野道士，应当责令引见人担保，并且陈述蔡京欺君僭上、祸国害民的几件事。皇帝震惊地采纳了他的意见。不久再次上疏指责蔡京的罪行，皇帝说：“本来打算马上实行你的上奏请求，只是因为接近天宁节。等过了此节，一定为你罢免蔡京。”蔡京探查得知这件事，非常害怕，他的儿子蔡攸日夜在宫中侍奉，向皇帝哭诉恳求。皇帝因此升迁安中为翰林学士，又升他为承旨。
宣和元年（1119年），任尚书右丞；宣和三年（1121年），任左丞。金人来朝归还燕山旧地，朝廷谋求帅臣，安中请求前往。王黼向皇帝称赞他，因此授任他为庆远军节度使、河北山东燕山府路宣抚使、知燕山府，辽国降将郭药师任同知府事。郭药师跋扈，府中政事都专断独行，安中无法制止，只管曲意逢迎，因此药师愈发骄横。
靖康初年，谏官弹劾他勾结王黼、童贯以及不纠察郭药师违反朝命，将其贬为观文殿大学士、提举嵩山崇福宫；又被贬为朝议大夫、秘书少监，分司南京，在随州居住；又被贬为单州团练副使，在象州安置。高宗即位，把他迁到内地道州，不久让他自便。绍兴初年，复任左中大夫。其子王辟章任泉州知州，迎接安中前往。绍兴四年（1134年）去世，终年五十九岁。
王安中写文章丰润敏拔，尤其擅长四六文体。徽宗曾经在睿谟殿举行宴会，命令安中赋百韵诗记录其事。诗写成后，徽宗赞叹不已，命令大字书写在殿屏上，凡是侍臣都用副本赏赐。

## 著作
《初寮集》，收錄於四庫全書集部別集類。

## 傳記
《宋史 王安中列傳》

## 延伸阅读
[在维基数据编辑]
 《宋史·卷352》，出自脱脱《宋史》